# Eleições legislativas portuguesas de 1980 no distrito de Coimbra
| Eleições legislativas portuguesas de 1980 Distritos: Aveiro \| Beja \| Braga \| Bragança \| Castelo Branco \| Coimbra \| Évora \| Faro \| Guarda \| Leiria \| Lisboa \| Portalegre \| Porto \| Santarém \| Setúbal \| Viana do Castelo \| Vila Real \| Viseu \| Açores \| Madeira \| Estrangeiro |

## Resultados por Concelho
Os resultados nos concelhos do Distrito de Coimbra foram os seguintes:

### Arganil
| Partido                 | Partido                         | Votos  | %               | +/-  |
| ----------------------- | ------------------------------- | ------ | --------------- | ---- |
|                         | Aliança Democrática             | 6 040  | 61,14 / 100,00  | 2,91 |
|                         | Frente Republicana e Socialista | 2 612  | 26,44 / 100,00  | 3,55 |
|                         | Aliança Povo Unido              | 422    | 4,27 / 100,00   | 0,04 |
|                         | POUS-PST                        | 135    | 1,37 / 100,00   | 0,60 |
|                         | Outros                          | 321    | 3,24 / 100,00   |      |
| Votos Inválidos         | Votos Inválidos                 | 349    | 3,54 / 100,00   | 0,86 |
| Total                   | Total                           | 9 879  | 100,00 / 100,00 |      |
| Eleitorado/Participação | Eleitorado/Participação         | 11 971 | 82,52 / 100,00  | 2,16 |

### Cantanhede
| Partido                 | Partido                         | Votos  | %               | +/-  |
| ----------------------- | ------------------------------- | ------ | --------------- | ---- |
|                         | Aliança Democrática             | 14 897 | 65,64 / 100,00  | 1,37 |
|                         | Frente Republicana e Socialista | 5 615  | 24,74 / 100,00  | 1,32 |
|                         | Aliança Povo Unido              | 699    | 3,08 / 100,00   | 0,25 |
|                         | POUS-PST                        | 260    | 1,15 / 100,00   | 0,41 |
|                         | Outros                          | 625    | 2,75 / 100,00   |      |
| Votos Inválidos         | Votos Inválidos                 | 599    | 2,64 / 100,00   | 1,28 |
| Total                   | Total                           | 22 695 | 100,00 / 100,00 |      |
| Eleitorado/Participação | Eleitorado/Participação         | 28 059 | 80,88 / 100,00  | 3,38 |

### Coimbra
| Partido                 | Partido                         | Votos   | %               | +/-  |
| ----------------------- | ------------------------------- | ------- | --------------- | ---- |
|                         | Aliança Democrática             | 34 492  | 39,81 / 100,00  | 0,37 |
|                         | Frente Republicana e Socialista | 32 953  | 38,03 / 100,00  | 2,46 |
|                         | Aliança Povo Unido              | 13 147  | 15,17 / 100,00  | 2,63 |
|                         | POUS-PST                        | 1 044   | 1,20 / 100,00   | 0,78 |
|                         | União Democrática Popular       | 895     | 1,03 / 100,00   | 0,78 |
|                         | Outros                          | 2 212   | 2,56 / 100,00   |      |
| Votos Inválidos         | Votos Inválidos                 | 1 903   | 2,20 / 100,00   | 1,47 |
| Total                   | Total                           | 86 646  | 100,00 / 100,00 |      |
| Eleitorado/Participação | Eleitorado/Participação         | 102 051 | 84,90 / 100,00  | 1,27 |

### Condeixa-a-Nova
| Partido                 | Partido                         | Votos | %               | +/-  |
| ----------------------- | ------------------------------- | ----- | --------------- | ---- |
|                         | Frente Republicana e Socialista | 3 398 | 41,86 / 100,00  | 0,17 |
|                         | Aliança Democrática             | 3 123 | 38,47 / 100,00  | 1,05 |
|                         | Aliança Povo Unido              | 898   | 11,06 / 100,00  | 0,35 |
|                         | POUS-PST                        | 131   | 1,61 / 100,00   | 0,91 |
|                         | Outros                          | 335   | 4,12 / 100,00   |      |
| Votos Inválidos         | Votos Inválidos                 | 232   | 2,86 / 100,00   | 2,76 |
| Total                   | Total                           | 8 117 | 100,00 / 100,00 |      |
| Eleitorado/Participação | Eleitorado/Participação         | 9 816 | 82,69 / 100,00  | 2,52 |

### Figueira da Foz
| Partido                 | Partido                           | Votos  | %               | +/-  |
| ----------------------- | --------------------------------- | ------ | --------------- | ---- |
|                         | Frente Republicana e Socialista   | 14 913 | 40,84 / 100,00  | 0,11 |
|                         | Aliança Democrática               | 13 100 | 35,88 / 100,00  | 0,88 |
|                         | Aliança Povo Unido                | 5 205  | 14,25 / 100,00  | 1,27 |
|                         | POUS-PST                          | 627    | 1,72 / 100,00   | 1,10 |
|                         | Partido Socialista Revolucionário | 480    | 1,31 / 100,00   | 0,58 |
|                         | Outros                            | 1 098  | 3,02 / 100,00   |      |
| Votos Inválidos         | Votos Inválidos                   | 1 092  | 3,00 / 100,00   | 1,57 |
| Total                   | Total                             | 36 515 | 100,00 / 100,00 |      |
| Eleitorado/Participação | Eleitorado/Participação           | 46 033 | 79,32 / 100,00  | 3,40 |

### Góis
| Partido                 | Partido                           | Votos | %               | +/-  |
| ----------------------- | --------------------------------- | ----- | --------------- | ---- |
|                         | Aliança Democrática               | 2 204 | 55,03 / 100,00  | 5,26 |
|                         | Frente Republicana e Socialista   | 1 275 | 31,84 / 100,00  | 2,64 |
|                         | Aliança Povo Unido                | 123   | 3,07 / 100,00   | 0,94 |
|                         | POUS-PST                          | 58    | 1,45 / 100,00   | 0,59 |
|                         | Partido Trabalhista               | 55    | 1,37 / 100,00   | -    |
|                         | Partido Socialista Revolucionário | 46    | 1,15 / 100,00   | 0,51 |
|                         | Outros                            | 88    | 2,19 / 100,00   |      |
| Votos Inválidos         | Votos Inválidos                   | 156   | 3,89 / 100,00   | 4,40 |
| Total                   | Total                             | 4 005 | 100,00 / 100,00 |      |
| Eleitorado/Participação | Eleitorado/Participação           | 5 242 | 76,40 / 100,00  | 3,66 |

### Lousã
| Partido                 | Partido                           | Votos | %               | +/-  |
| ----------------------- | --------------------------------- | ----- | --------------- | ---- |
|                         | Aliança Democrática               | 3 453 | 43,14 / 100,00  | 1,65 |
|                         | Frente Republicana e Socialista   | 3 140 | 39,23 / 100,00  | 1,70 |
|                         | Aliança Povo Unido                | 480   | 6,00 / 100,00   | 1,36 |
|                         | POUS-PST                          | 215   | 2,69 / 100,00   | 1,93 |
|                         | União Democrática Popular         | 130   | 1,62 / 100,00   | 1,09 |
|                         | Partido Socialista Revolucionário | 101   | 1,26 / 100,00   | 0,81 |
|                         | Outros                            | 193   | 2,40 / 100,00   |      |
| Votos Inválidos         | Votos Inválidos                   | 293   | 3,66 / 100,00   | 1,29 |
| Total                   | Total                             | 8 005 | 100,00 / 100,00 |      |
| Eleitorado/Participação | Eleitorado/Participação           | 9 729 | 82,28 / 100,00  | 0,56 |

### Mira
| Partido                 | Partido                           | Votos | %               | +/-  |
| ----------------------- | --------------------------------- | ----- | --------------- | ---- |
|                         | Aliança Democrática               | 4 378 | 58,35 / 100,00  | 3,38 |
|                         | Frente Republicana e Socialista   | 2 275 | 30,32 / 100,00  | 3,59 |
|                         | Aliança Povo Unido                | 272   | 3,63 / 100,00   | 0,28 |
|                         | POUS-PST                          | 128   | 1,71 / 100,00   | 0,99 |
|                         | Partido Socialista Revolucionário | 78    | 1,04 / 100,00   | 0,57 |
|                         | Outros                            | 189   | 2,52 / 100,00   |      |
| Votos Inválidos         | Votos Inválidos                   | 183   | 2,44 / 100,00   | 1,98 |
| Total                   | Total                             | 7 503 | 100,00 / 100,00 |      |
| Eleitorado/Participação | Eleitorado/Participação           | 9 377 | 80,01 / 100,00  | 4,34 |

### Miranda do Corvo
| Partido                 | Partido                         | Votos | %               | +/-  |
| ----------------------- | ------------------------------- | ----- | --------------- | ---- |
|                         | Aliança Democrática             | 3 375 | 48,18 / 100,00  | 0,58 |
|                         | Frente Republicana e Socialista | 2 636 | 37,63 / 100,00  | 0,87 |
|                         | Aliança Povo Unido              | 372   | 5,31 / 100,00   | 0,46 |
|                         | POUS-PST                        | 119   | 1,70 / 100,00   | 0,86 |
|                         | Outros                          | 279   | 3,99 / 100,00   |      |
| Votos Inválidos         | Votos Inválidos                 | 224   | 3,20 / 100,00   | 1,34 |
| Total                   | Total                           | 7 005 | 100,00 / 100,00 |      |
| Eleitorado/Participação | Eleitorado/Participação         | 8 790 | 79,69 / 100,00  | 3,05 |

### Montemor-o-Velho
| Partido                 | Partido                           | Votos  | %               | +/-  |
| ----------------------- | --------------------------------- | ------ | --------------- | ---- |
|                         | Frente Republicana e Socialista   | 6 873  | 44,69 / 100,00  | 0,33 |
|                         | Aliança Democrática               | 5 323  | 34,61 / 100,00  | 1,78 |
|                         | Aliança Povo Unido                | 1 559  | 10,14 / 100,00  | 1,55 |
|                         | POUS-PST                          | 313    | 2,04 / 100,00   | 1,39 |
|                         | Partido Socialista Revolucionário | 215    | 1,40 / 100,00   | 0,68 |
|                         | União Democrática Popular         | 182    | 1,18 / 100,00   | 0,47 |
|                         | Outros                            | 315    | 2,04 / 100,00   |      |
| Votos Inválidos         | Votos Inválidos                   | 598    | 3,89 / 100,00   | 1,94 |
| Total                   | Total                             | 15 378 | 100,00 / 100,00 |      |
| Eleitorado/Participação | Eleitorado/Participação           | 19 983 | 76,96 / 100,00  | 3,24 |

### Oliveira do Hospital
| Partido                 | Partido                         | Votos  | %               | +/-  |
| ----------------------- | ------------------------------- | ------ | --------------- | ---- |
|                         | Aliança Democrática             | 8 655  | 58,79 / 100,00  | 2,12 |
|                         | Frente Republicana e Socialista | 4 395  | 29,86 / 100,00  | 2,84 |
|                         | Aliança Povo Unido              | 375    | 2,55 / 100,00   | 0,28 |
|                         | POUS-PST                        | 224    | 1,52 / 100,00   | 0,70 |
|                         | PDC-MIRN/PDP-FN                 | 167    | 1,13 / 100,00   | -    |
|                         | Outros                          | 421    | 2,86 / 100,00   |      |
| Votos Inválidos         | Votos Inválidos                 | 484    | 3,29 / 100,00   | 1,02 |
| Total                   | Total                           | 14 721 | 100,00 / 100,00 |      |
| Eleitorado/Participação | Eleitorado/Participação         | 17 334 | 84,93 / 100,00  | 3,07 |

### Pampilhosa da Serra
| Partido                 | Partido                         | Votos | %               | +/-  |
| ----------------------- | ------------------------------- | ----- | --------------- | ---- |
|                         | Aliança Democrática             | 3 178 | 66,65 / 100,00  | 0,34 |
|                         | Frente Republicana e Socialista | 883   | 18,52 / 100,00  | 2,10 |
|                         | Aliança Povo Unido              | 190   | 3,98 / 100,00   | 1,11 |
|                         | POUS-PST                        | 78    | 1,64 / 100,00   | 0,37 |
|                         | Partido Trabalhista             | 63    | 1,32 / 100,00   | -    |
|                         | PDC-MIRN/PDP-FN                 | 49    | 1,03 / 100,00   | -    |
|                         | Outros                          | 107   | 2,24 / 100,00   |      |
| Votos Inválidos         | Votos Inválidos                 | 220   | 4,61 / 100,00   | 0,48 |
| Total                   | Total                           | 4 768 | 100,00 / 100,00 |      |
| Eleitorado/Participação | Eleitorado/Participação         | 6 150 | 77,53 / 100,00  | 2,68 |

### Penacova
| Partido                 | Partido                         | Votos  | %               | +/-  |
| ----------------------- | ------------------------------- | ------ | --------------- | ---- |
|                         | Aliança Democrática             | 5 528  | 56,58 / 100,00  | 2,61 |
|                         | Frente Republicana e Socialista | 2 855  | 29,22 / 100,00  | 1,21 |
|                         | Aliança Povo Unido              | 679    | 6,95 / 100,00   | 0,59 |
|                         | POUS-PST                        | 107    | 1,10 / 100,00   | 0,18 |
|                         | Outros                          | 306    | 3,13 / 100,00   |      |
| Votos Inválidos         | Votos Inválidos                 | 296    | 3,03 / 100,00   | 1,82 |
| Total                   | Total                           | 9 771  | 100,00 / 100,00 |      |
| Eleitorado/Participação | Eleitorado/Participação         | 12 442 | 78,53 / 100,00  | 3,23 |

### Penela
| Partido                 | Partido                         | Votos | %               | +/-  |
| ----------------------- | ------------------------------- | ----- | --------------- | ---- |
|                         | Aliança Democrática             | 3 042 | 61,78 / 100,00  | 3,02 |
|                         | Frente Republicana e Socialista | 1 312 | 26,65 / 100,00  | 4,55 |
|                         | Aliança Povo Unido              | 177   | 3,59 / 100,00   | 0,45 |
|                         | POUS-PST                        | 82    | 1,67 / 100,00   | 0,78 |
|                         | PDC-MIRN/PDP-FN                 | 53    | 1,08 / 100,00   | -    |
|                         | Outros                          | 115   | 2,32 / 100,00   |      |
| Votos Inválidos         | Votos Inválidos                 | 143   | 2,90 / 100,00   | 1,37 |
| Total                   | Total                           | 4 924 | 100,00 / 100,00 |      |
| Eleitorado/Participação | Eleitorado/Participação         | 6 312 | 78,01 / 100,00  | 5,24 |

### Soure
| Partido                 | Partido                         | Votos  | %               | +/-  |
| ----------------------- | ------------------------------- | ------ | --------------- | ---- |
|                         | Frente Republicana e Socialista | 6 802  | 50,01 / 100,00  | 0,09 |
|                         | Aliança Democrática             | 4 413  | 32,45 / 100,00  | 1,57 |
|                         | Aliança Povo Unido              | 1 070  | 7,87 / 100,00   | 0,62 |
|                         | POUS-PST                        | 295    | 2,17 / 100,00   | 0,84 |
|                         | Outros                          | 541    | 3,98 / 100,00   |      |
| Votos Inválidos         | Votos Inválidos                 | 480    | 3,52 / 100,00   | 2,49 |
| Total                   | Total                           | 13 601 | 100,00 / 100,00 |      |
| Eleitorado/Participação | Eleitorado/Participação         | 17 518 | 77,64 / 100,00  | 3,86 |

### Tábua
| Partido                 | Partido                           | Votos | %               | +/-  |
| ----------------------- | --------------------------------- | ----- | --------------- | ---- |
|                         | Aliança Democrática               | 4 990 | 61,83 / 100,00  | 2,47 |
|                         | Frente Republicana e Socialista   | 2 035 | 25,22 / 100,00  | 2,77 |
|                         | Aliança Povo Unido                | 273   | 3,38 / 100,00   | 0,41 |
|                         | POUS-PST                          | 159   | 1,97 / 100,00   | 0,92 |
|                         | Partido Socialista Revolucionário | 84    | 1,04 / 100,00   | 0,42 |
|                         | Outros                            | 241   | 2,99 / 100,00   |      |
| Votos Inválidos         | Votos Inválidos                   | 288   | 3,57 / 100,00   | 1,30 |
| Total                   | Total                             | 8 070 | 100,00 / 100,00 |      |
| Eleitorado/Participação | Eleitorado/Participação           | 9 915 | 81,39 / 100,00  | 3,62 |

### Vila Nova de Poiares
| Partido                 | Partido                           | Votos | %               | +/-  |
| ----------------------- | --------------------------------- | ----- | --------------- | ---- |
|                         | Aliança Democrática               | 1 962 | 52,97 / 100,00  | 5,72 |
|                         | Frente Republicana e Socialista   | 1 084 | 29,27 / 100,00  | 3,82 |
|                         | Aliança Povo Unido                | 286   | 7,72 / 100,00   | 1,54 |
|                         | POUS-PST                          | 49    | 1,32 / 100,00   | 0,10 |
|                         | Partido Socialista Revolucionário | 43    | 1,16 / 100,00   | 0,44 |
|                         | Partido Trabalhista               | 42    | 1,13 / 100,00   | -    |
|                         | Outros                            | 95    | 2,56 / 100,00   |      |
| Votos Inválidos         | Votos Inválidos                   | 143   | 3,86 / 100,00   | 2,12 |
| Total                   | Total                             | 3 704 | 100,00 / 100,00 |      |
| Eleitorado/Participação | Eleitorado/Participação           | 4 899 | 75,61 / 100,00  | 3,10 |